# Азарова, Надежда Борисовна
Наде́жда Бори́совна Аза́рова (род. 2 декабря 1956 года, с. Камышово Астраханской области) — депутат Государственной Думы Федерального собрания Российской Федерации третьего и четвёртого созывов.

## Биография
Окончила Пермский фармацевтический институт (1979), Академию государственной службы при Президенте Российской Федерации (1997).
- В 1979—1981 — провизор-технолог производственной межбольничной аптеки Новосибирска.
- В 1981—1985 — заместитель начальника информационного отдела аптечного управления Новосибирского облисполкома.
- В 1985—1989 — начальник отдела кадров аптечного управления Новосибирского облисполкома.
- В 1989—1992 — заместитель генерального директора АО «Фармация». В 1992 участвовала в создании Сибирской внешнеэкономической ассоциации, в 1993 — первого в России негосударственного аптечного склада.
- До 1996 — генеральный директор фармацевтической фирмы «Анко».
- В 1996—1998 — заместитель главы администрации Новосибирской области, курировала вопросы социальной политики и здравоохранения.
- В 1998—1999 — первый заместитель губернатора Новосибирской области по вопросам социальной политики.
- В 1999—2003 — депутат Государственной думы третьего созыва по федеральному списку избирательного блока «Отечество — Вся Россия» (ОВР).
- В 2003-2007 — депутат Государственной думы четвёртого созыва, член фракции «Единая Россия».

## Награды и звания
Награждена медалью ордена «За заслуги перед Отечеством» II степени (2003), орденом Дружбы (2007).
Кандидат социологических наук (1999), доктор социологических наук (2003).

## Семья
Замужем. Есть сын.